# Falsocylindropomus
Falsocylindropomus is een kevergeslacht uit de familie van de boktorren (Cerambycidae). De wetenschappelijke naam van het geslacht werd voor het eerst geldig gepubliceerd in 1927 door Pic.

## Soorten
Falsocylindropomus is monotypisch en omvat slechts de volgende soort:
- Falsocylindropomus maculosus Pic, 1927